# Канд Сен Мартен
Канд Сен Мартен (фр. Candes-Saint-Martin) је насељено место у Француској у региону Центар, у департману Ендр и Лоара.
По подацима из 2011. године у општини је живело 223 становника, а густина насељености је износила 38,65 становника/km².

## Демографија
| 1962. | 1968. | 1975. | 1982. | 1990. | 2011. |
| ----- | ----- | ----- | ----- | ----- | ----- |
| 294   | 264   | 269   | 268   | 44    | 223   |